# Преферанс
Преферанс (фр. préférence - давање предности) је карташка игра адутског типа која се игра између три играча са 32 карте (од 7 до А). Могу да играју и четири играча, али тада увек по један играч не учествује у свакој новој игри („суши се“). Постоји и варијанта са два играча, али није уобичајена.

## Историја
Упркос француском пореклу термина који се користе у игри, као и самом називу игре који потиче из 1802, вероватније је да је преферанс почео да се игра 1840-их међу руским племством. Развијао се највише на основу игре вист, где је највећа промена била да је преферанс (најранија) игра базирана на лицитацији боја у картама. Игра је одмах постала веома популарна и привукла је чак и самог Лава Толстоја. Касније, игра је постала популарна и у источној и централној Европи, те су се „развили“ аустријски и балкански преферанс који се по правилима разликују од руског, мада су изгледа много сличнији оригиналној игри.

## Правила
Карте се деле у смеру супротно кретању казаљке на сату, по 5 карата по играчу, затим се остављају 2 карте на талону, а онда још по пет, тако да сваки играч има 10 карата у рукама.
Играчи лицитирају неку од следећих игара, тако што изговарају бројеве који означавају игре:
- пик (2)
- каро (3)
- херц (4)
- треф (5)
- бетл (6)
- санс (7)
- преферанс (8)

Прве четири игре су игре са адутима, а последње три без адута. У свим играма, сем у бетлу, циљ онога који води игру је да однесе шест руку, док је циљ играча који прате да заједно однесу пет руку (да „оборе“ играча који води игру) или четири руке што је довољно да „прођу“. У игри бетл потребно је да играч који је тражио ту игру не однесе нити једну руку, јер у супротном „пада“. У игри преферанс мора да однесе све. Игру почиње играч који је почео да лицитира, осим код санса и преферанса када игру почиње играч испред играча који је тражио игру.
Лицитација се врши на следећи начин: играч који је први на реду, може да лицитира 2, игра, или даље, што значи следеће:
2- значи да хоће да учествује у лицитацији и ако постигне највећи број приликом лицитације, да купи талон којим може да замени било које 2 од карата које већ има у руци.
Игра- значи да може да однесе без куповине талона 6 руку и да не жели лицитацију. Играчи га могу зауставити само „јачом“ игром. Санс и бетл се „из руке“ лицитирају тачним именом (не може се рећи игра а играти санс или бетл).
Даље- значи да нема карте да буде носилац игре и да препушта лицитацију осталим играчима.
Уколико сва три играча „вичу“ даље, уписује се рефа. Број рефа се, као и број була договара на почетку партије (нпр. 120/2 значи да се игра партија од 120 була са две рефе ). Сваки играч мора одиграти своју рефу, а вредност сваке игре на рефи је дупло већа (и буле и супе ). Уколико један од играча лицитира 2 и игра пик, такође се уписује рефа, ако један од двојице играча не да контру на ту игру. Након одиграних рефа, ако се лицитира пик, а ниједан од играча „нема“ контру, одигравач се без пратње спушта за 4 буле.
Сви играчи почињу од оне вредности бодова (који се називају буле ) коју договоре и она практично и значи дужину трајања игре. Уколико играчи „прођу“ неку игру, број була се смањује. Наравно, уколико „падну“, повећава се. За играча чији број була има негативну вредност се каже да је „отишао испод шешира“. Свака игра се рачуна тако што се вредност лицитације множи са два (тзв. „дупло скидање“). Уколико је играч прошао на игри херц коју је лицитирао, број була му се смањује за 4×2=8. Уколико је „из руке“ тражио игру, број була се рачуна тако што се вредност лицитације најпре повећа за један и онда множи са два. За игру херц, то би било: (4+1)×2=10. Играчи који га прате и који су при томе узели неку руку, каже се да га „супе“. „Супа“ се рачуна тако што се вредност игре множи са бројем однетих руку, којих може бити највише пет. Посебно се у игри рачунају контре. Уколико је противник сигуран да може да „обори“ играча који је лицитирао игру, може да да контру. Опет, ако је играч који је тражио игру сигуран да ће проћи, даје реконтру. Следе субконтра и коначно мортконтра. Свака нова контра рачуна се дупло почевши од основне вредности. Игра се завршава када збир поена (тзв. була) сва три играча буде једнак нули. Бодови које су играчи остварили се множе са десет и на њих се додају сопствене „супе“, али се и одузимају „супе“ које су остварила друга два играча. Победник је играч који има најмању вредност бодова.